# Бувалине
Бува́лине — село в Україні, у Новослобідській сільській громаді Конотопського району Сумської області. Населення становить 23 осіб. До 2017 орган місцевого самоврядування — Бунякинська сільська рада.

## Географія
Село Бувалине знаходиться на відстані 1,5 км від села Нова Слобода і за 2 км від села Бруски. По селу протікає пересихаючий струмок із загатою. До села примикають лісові масиви.

## Історія
Під час організованого радянською владою Голодомору 1932—1933 років померло щонайменше 2 жителі села.
12 червня 2020 року, відповідно до розпорядження Кабінету Міністрів України № 723-р «Про визначення адміністративних центрів та затвердження територій територіальних громад Сумської області», село увійшло до складу Новослобідської сільської громади.
19 липня 2020 року, в результаті адміністративно-територіальної реформи та ліквідації Путивльського району, увійшло до складу новоутвореного Конотопського району.